# Mortaio da 81 Mod. 35
81-мм миномёт образца 1935 года — итальянский пехотный миномёт 1930-х годов, который применялся итальянскими войсками в ходе Второй мировой войны. Улучшенная версия французского миномёта, производившегося Электромеханической строительной компанией в Saronno (итал. Costruzioni Elettro-Meccaniche di Saronno) по лицензии.

## История
Миномёт был принят на вооружение итальянской армии в 1935 году. Перед началом Второй мировой войны, в 1939 году каждой итальянской пехотной дивизии по штату полагалось 30 штук 81-мм миномётов, моторизованной дивизии — 12 штук, горнострелковой дивизии — 24 штук.
Для стрельбы использовались 81-мм осколочные мины и 81-мм осветительные мины.

## Страны-эксплуатанты
- Италия
- Финляндия — использовался под наименованием 81 Krh/36-I
- Нацистская Германия — использовался под наименованием 8.14 cm GrW 276 (i) до окончания войны в 1945 году[2]
- Югославия — трофейные миномёты использовали партизанские отряды и части Народно-освободительной армии Югославии.

|                                    | ML 3 inch Mark II   | 8-cm s.G.W.34       | Тип 92              | БМ-37                                     | 81-мм «Брандт»      | 81 Mod. 35          |
| ---------------------------------- | ------------------- | ------------------- | ------------------- | ----------------------------------------- | ------------------- | ------------------- |
| Страна                             | Великобритания      | Нацистская Германия | Япония              | Союз Советских Социалистических Республик | /                   | Италия              |
| Назначение и тип                   | Батальонный миномёт | Батальонный миномёт | Батальонная гаубица | Батальонный миномёт                       | Батальонный миномёт | Батальонный миномёт |
| Калибр, мм/длина ствола, клб       | 76,2/16             | 81,4/14             | 70/10,3             | 82/14,8                                   | 81,4/14,6           | 81,4/14,6           |
| Масса в боевом положении, кг       | 50,8                | 57                  | 212                 | 56                                        | 61,7                | 61,2                |
| Максимальная дальность стрельбы, м | 1460                | 2400                | 2788                | 3040                                      | 2850(FA Mle1932)    | 3100                |
| Минимальная дальность стрельбы, м  | 114                 | 60                  | >20                 | 100                                       | 100                 | 100                 |
| Максимальный угол ВН, °            | 80                  | 87                  | 75                  | 85                                        | 85                  | 90                  |
| Угол горизонтального наведения, °  | 11                  | 15                  | 45                  | 6                                         | 8                   | 8°26'               |
| Масса осколочно-фугасной мины, кг  | 4,53                | 3,5                 | 3,76                | 3,31                                      | 3,34(FA Mle1932)    | 3,27                |